# Келлі Равен
Ке́ллі Ра́вен (англ. Kelly Rowan, нар. 26 жовтня 1965, Оттава, Канада) — канадська та американська акторка. Вдома за роллю Кірстен Коен у серіалі «The O.C.» або «Чужа сім'я» (український варіант перекладу).

## Життєпис
Келлі Равен народилася 1965 року в Оттаві, Канада, потім переїхала з батьками до Торонто, де й виросла. Вивчала театральне мистецтво в таких відомих школах як Британська Американська Академія Драми й Neighborhood Playhouse. Келлі підтримує зв'язки з Лос-Анджелесом, Нью-Йорком і своїм рідним містом Торонто в Канаді.
Келлі дебютувала на канадському телебаченні, маючи 19 років. 1990 року Келлі переїхала до Лос-Анджелеса, де знявшись у кількох серіалах, дістала першу роль у кіно, в фільмі Стівена Спілберга Капітан Гак. Келлі Равен найбільше запам'яталась американським глядачам за триллером компанії Warner Bros. «187». З-поміж інших її ролей у кіно — «Убивці» зі Сільвестром Сталлоне і Антоніо Бандерасом і Капітан Гак із Дастіном Гоффманом і Робіном Вільямсом. Келлі також мала великі успіхи на телевізійній арені. Знялась у серіалі «Boomtown», мінісеріалі для кабельного ТБ «Річ Дівчинки» й телефільмі «Дзвінок Енії», що здобув Еммі. Вона здобула престижну премію «Джеміні» за роль у телефільмі «За течією». Знімаючись, Келлі Равен активно продюсує. Тепер вона продюсує декілька кінофільмів у Сполученихх Штатах і Канаді.

## Фільмографія
- 1988 — 1990 «Війна світів» — Кім
- 1991 — 1993 «Тропічна спека» — Джулі Морісон
- 1991 — «Капітан Гак»
- 1999 — «Танго втрьох» — Олівія Ньюмен
- 2000 — 2008 — «CSI: Місце злочину» — Елейн Нельмон
- 2003 — 2007 — «Чужа сім'я» — Кірстен Коен
- 2012 — 2014 — «Сприйняття» — Наталі Вінсент